# Capsa de música
Una caixa de música és un instrument musical mecànic. Aquestes caixes funcionen per mitjà d'uns reblons ubicats en un cilindre giratori o disc que, en alçar i deixar anar les làmines afinades d'un raspall o teclat de metall, produeixen el so. Van ser desenvolupades basant-se en un tipus de caixes musicals del segle xviii anomenades en francès carillons à musique. Algunes de les caixes de música més complexes tenien també un minúscul tambor i petites campanes, a més del raspall metàl·lic.

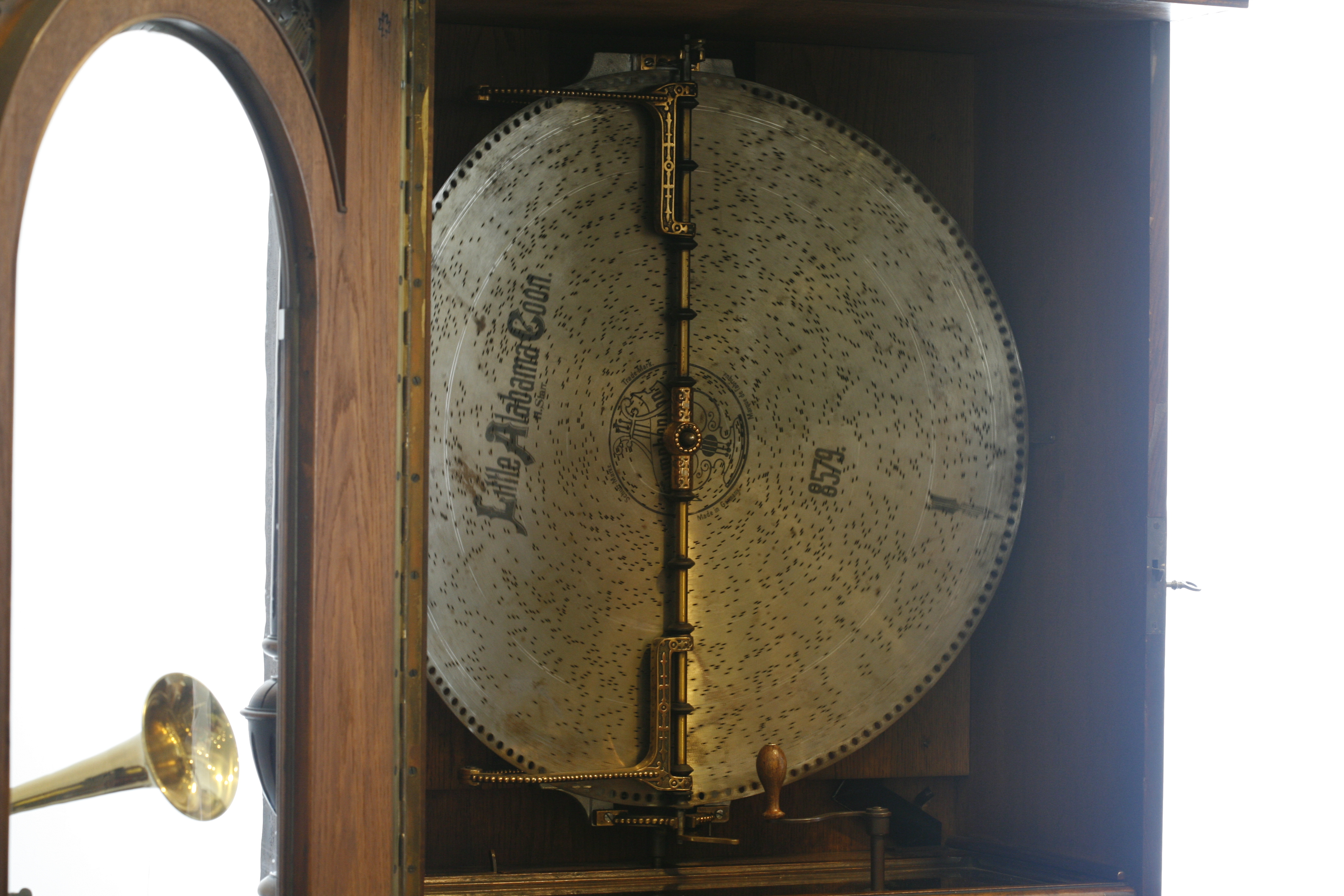
Caixa de música amb sistema de disc de metall

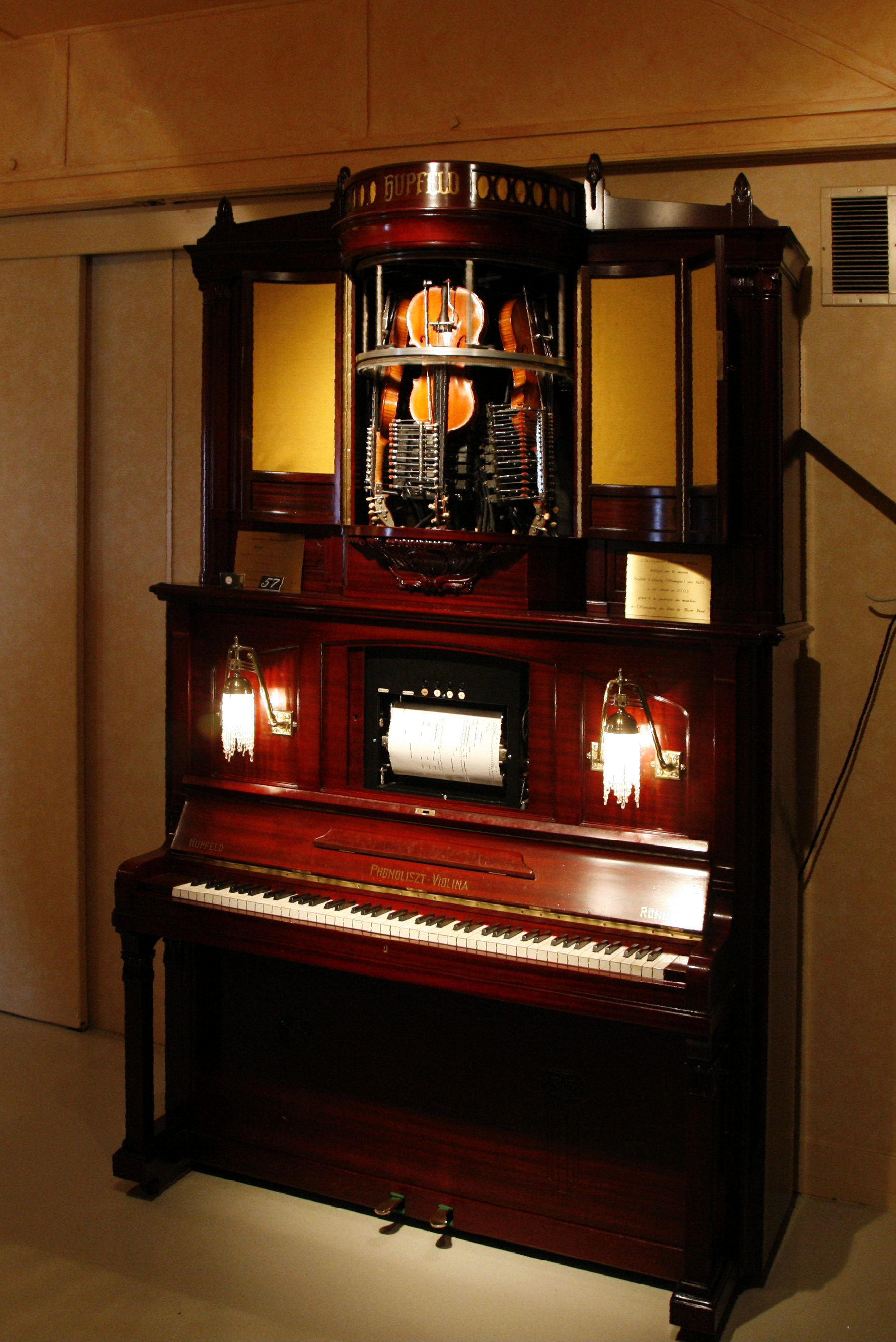
Piano mecànic combinat amb violins

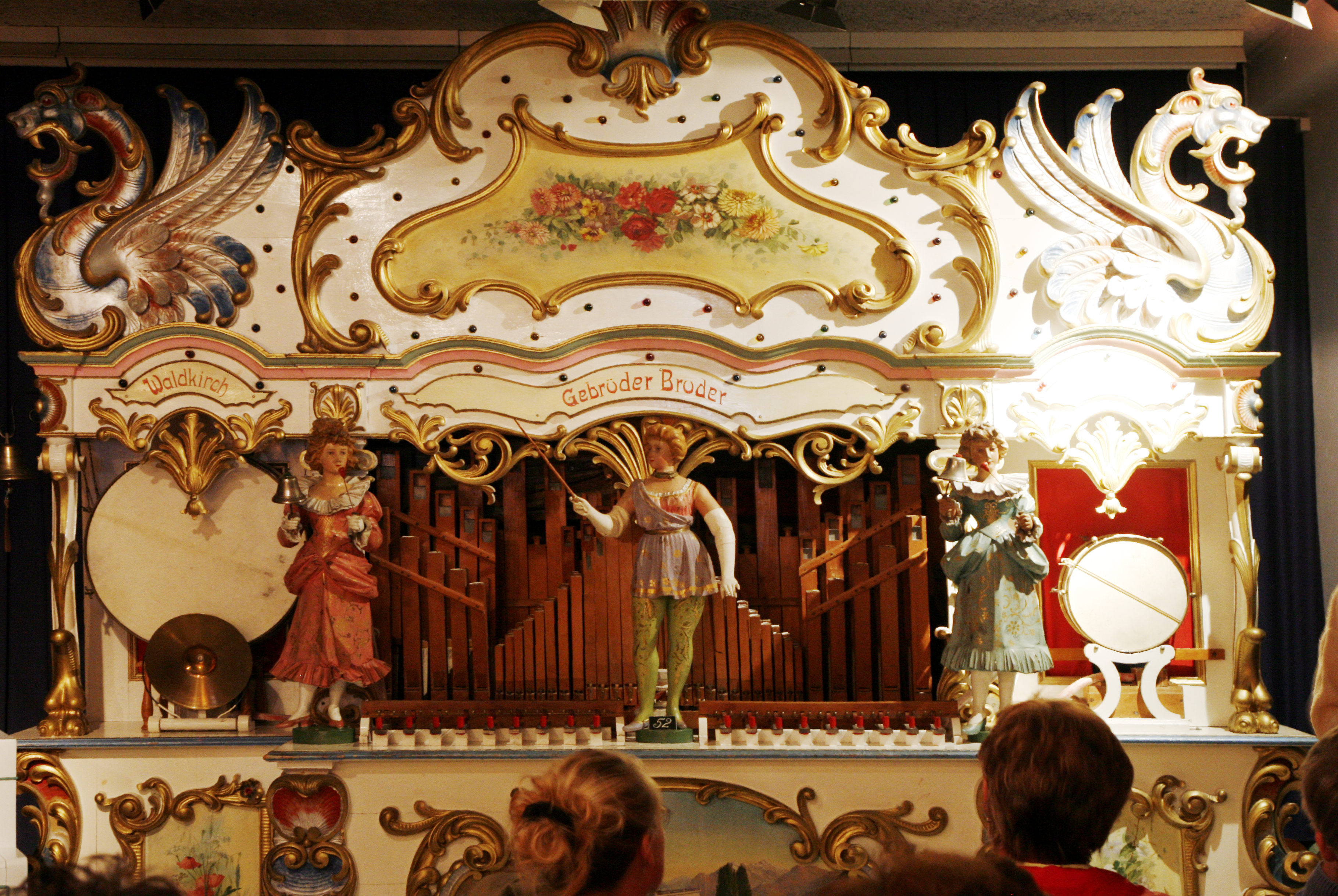
Orchestrion

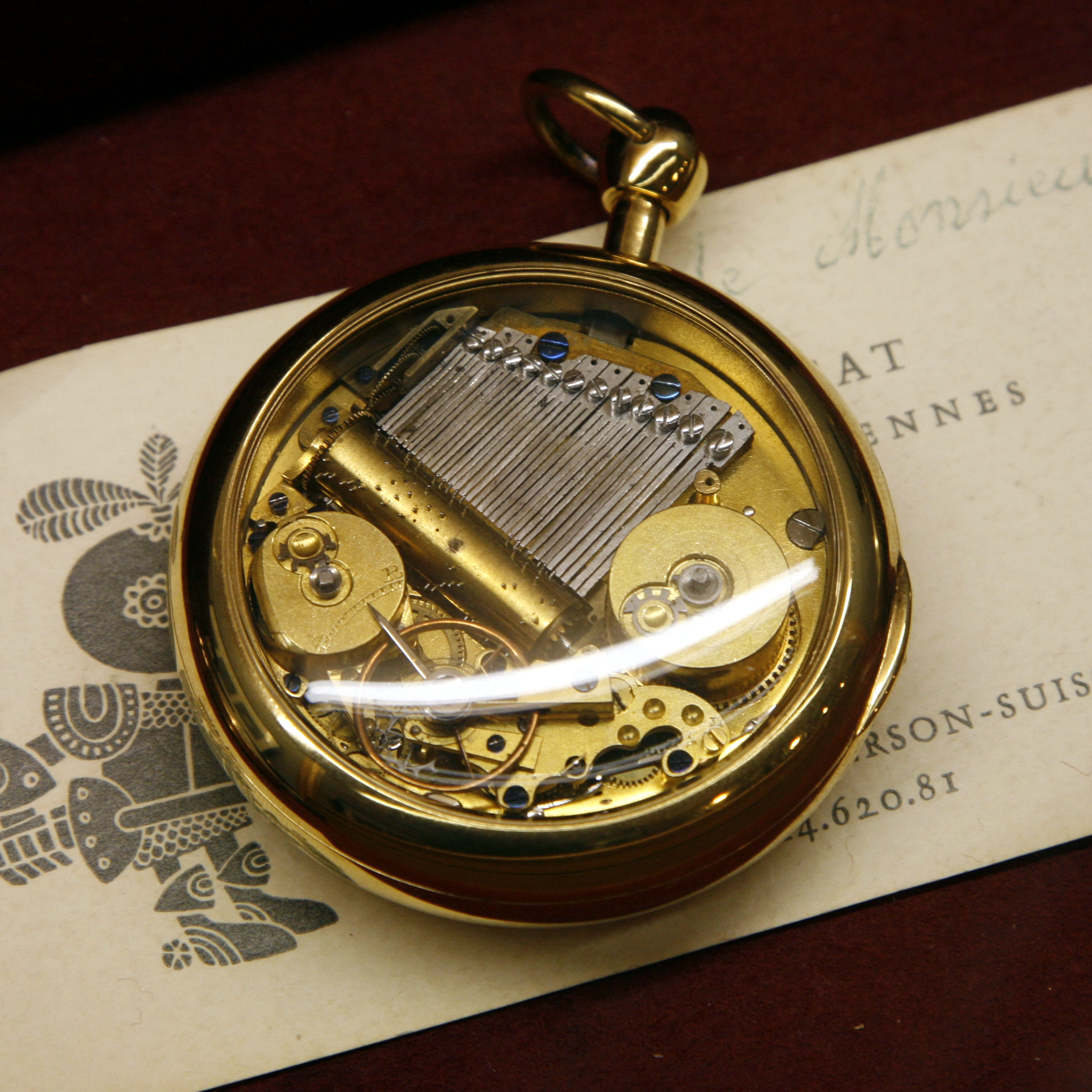
Rellotge de butxaca amb música

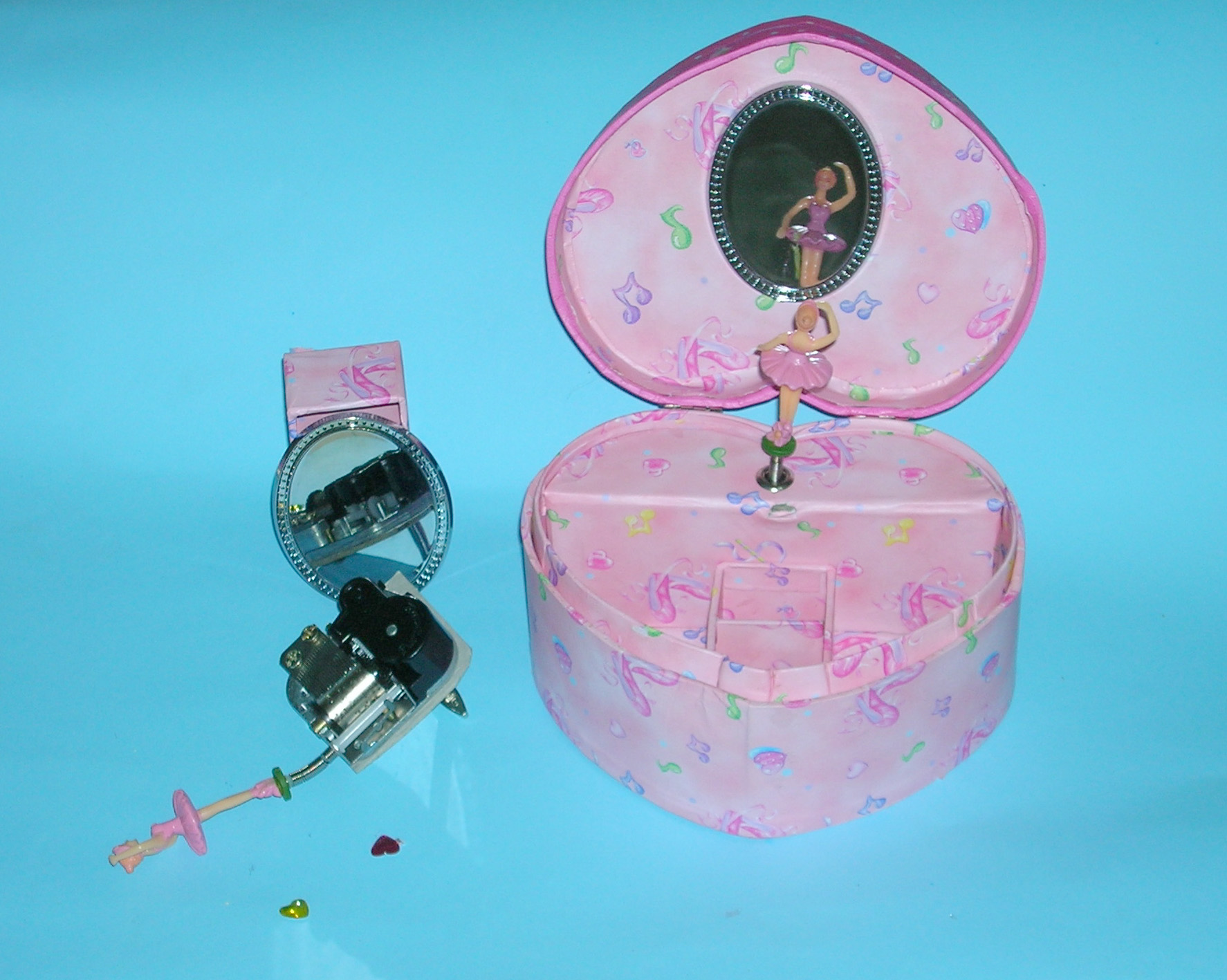
Caixa de música amb ballarina ballant

## Història
Les caixes musicals originals podien ser de qualsevol mida, des d'unes tan petites que cabien a la butxaca, fins a altres que podien ocupar un espai considerable a la llar. Eren usades en rellotgeria, i originalment les produïen rellotgers artesans. En la major part del segle xix, la producció es va concentrar a Suïssa, on es va establir una gran tradició rellotgera. La primera fàbrica de caixes musicals va ser oberta el 1815 per Jérémie Recordon i Samuel Junod. També hi va haver fabricants de Bohèmia i Alemanya. A final del segle xix, fabricants de caixes de música ja havien obert fàbriques als Estats Units.
Els cilindres normalment estaven fets de metall, i moguts per un ressort. En alguns models, els cilindres podien ser canviats per produir diferents melodies, gràcies a un invent de Paillard el 1862, que va ser perfeccionat per Metert a Gènova en 1879. En alguns models excepcionals hi ha 4 ressorts per produir un so continu que pot durar fins a 3 hores.
Les primeres caixes del segle xviii van usar discos metàl·lics. El canvi a cilindres va ser completat després de les guerres napoleòniques. En les últimes dècades del segle xix, van ser produïts en gran quantitat models com el  polyphone  i altres amb discos intercanviables, en comptes de cilindres intercanviables. La producció de caixes de música activades amb cilindres va anar decaient fins a desaparèixer.
La denominació de caixa musical és aplicada també a aparells de rellotgeria en què el disc o el cilindre només s'utilitzaven per programar funcions, sense usar rebladures ni el raspall metàl·lic. En canvi, el cilindre (o disc) accionava manxes i palanques que obrien unes vàlvules mecàniques, les quals activaven un instrument de vent modificat o puntejaven acords en un instrument de corda modificat. Alguns aparells podien usar ambdós instruments alhora, i amb freqüència combinaven pianos mecànics i caixes musicals, com l'Orchestrion.
Al canvi del segle xix al xx, la majoria de caixes de música van ser gradualment reemplaçades per a pianos mecànics, els quals eren més versàtils i melodiosos, i sonaven més fort, i per petits gramòfons que tenien l'avantatge de reproduir la veu humana. Els costos de producció, progressivament més elevats, van conduir a un augment dels preus i una reducció de les mides. Ara, l'automatització moderna està ajudant a tornar a baixar els preus de les caixes de música.
Els col·leccionistes aprecien les caixes de música del fin de siècle, així com les noves caixes musicals que encara es produeixin en alguns països.

## Elements de la caixa de música
- La base és una placa de metall, sobre la qual es munten les altres peces amb cargols.
- La maneta, usada per activar el ressort posant-lo en tensió.
- El motor del ressort, que permet que la melodia duri des d'alguns minuts fins a una hora o més.
- Els reblons, situats en el cilindre giratori o disc, que alcen les làmines del raspall i les deixen anar perquè vibrin i produeixin el so.
- El raspall de metall, format per una sèrie de làmines afinades.

## Comparativa amb codi binari
El funcionament de les caixes de música és molt semblant al sistema del codi binari. Aquest es regeix per dos dígits o bits: 0 o 1. Quan hi ha un 0 no passa la informació, en canvi quan hi ha un 1 sí. A la caixa de música en podem fer un paral·lelisme atès que quan les làmines del respall entren en contacte amb els reblons del cilindre produeixen so (1) mentre que quan no hi ha cap rebló en aquella fila no es produeix so (0).